# 신베이시 반차오구 반차오 국민소학
신베이시 반차오구 반차오 국민소학(新北市板橋區板橋國民小學)은 타이완 신베이시 반차오구에 있는 1899년에 설립된 대만 북부의 시립 소학교다. 1899년, 대관의학(大觀義學)의 판교(板橋)에서 임본원(林本源) 가족이 운영했던 원래의 사립 국어 교육소(私立國語教育所)는 1월 18일에 방교공학교(枋橋公學校)로 개편되었으며 문창사(文昌祠)는 일시적으로 교실로 사용되었습니다. 1968년, 9년 의무교육이 실시되고 교명도 타이베이현 반차오진 반차오 국민소학(臺北縣板橋鎮板橋國民小學)으로 변경되었습니다.